# Битва при Газе
Би́тва при Га́зе (между зимами 313/312 и 312/311 годов до н. э.) — сражение в ходе Третьей войны диадохов между войсками юного сына Антигона I Одноглазого Деметрия Полиоркета и сатрапа Египта Птолемея Сотера. Битва при Газе, несмотря на преимущество Деметрия в боевых слонах, завершилась его сокрушительным поражением.
Историки связывают результат сражения с ошибочными тактическими действиями Деметрия, а также с военным талантом Птолемея, который вовремя разгадал планы соперника. Прямым следствием битвы при Газе стал захват Птолемеем Финикии. Поражение Деметрия при Газе перечеркнуло планы Антигона по созданию централизованной Македонской империи под его властью. Стратегически, битва при Газе открыла врагам Антигона путь вглубь его азиатских владений. Селевк, воспользовавшись моментом, решил вернуть себе власть в Вавилоне. Птолемей выделил военачальнику тысячу воинов и 200 всадников, с которыми Селевк отправился в Вавилонию. Деметрий, занятый подготовкой обороны от дальнейшего наступления Птолемея, не мог помешать этому походу. Впоследствии Селевк в ходе Вавилонской войны не только захватил Вавилон, но и основал государство Селевкидов.

## Предыстория
По окончании Второй войны диадохов наиболее могущественным военачальником в азиатской части Македонской империи стал Антигон. Селевк с 50 всадниками был вынужден бежать из Вавилона в Египет, где нашёл убежище у Птолемея. Резкое усиление могущества Антигона не устраивало никого из диадохов. Опасения бывших военачальников Александра Македонского подогревал Селевк, который утверждал, что Антигон хочет устранить всех некогда служивших Александру сатрапов. Между Птолемеем, Кассандром, Лисимахом и Селевком был заключён направленный против Антигона союз. После формального ультиматума с их стороны началась Третья война диадохов.
Антигон после осады Тира 314—313 годов до н. э. отправился в Малую Азию. В Сирии он оставил войско под командованием сына Деметрия Полиоркета.
В 313 или 312 году до н. э. войско Птолемея, при котором также находился военачальник Селевк, выступило из Александрии. Сначала Птолемей дошёл до Пелузия, а затем, после кратковременной остановки, пересёк пустыню и достиг Газы, где со своим войском расположился Деметрий. Советники Деметрия, в число которых входили опытные военачальники и участники ещё походов Александра Македонского Неарх, Пифон, Андроник и Филипп, советовали не вступать в сражение со столь опытным противником как Птолемей, который к тому же имеет численное преимущество. Деметрий «не обратил на них внимания, но самонадеянно готовился к столкновению, поскольку он был очень молод и хотел участвовать в столь великой битве отдельно от своего отца». Возможно, Деметрий хотел повторить успех Александра, который несмотря на предостережения самого опытного военачальника в македонской армии Пармениона, начал сражение и одержал первую блестящую победу при Гранике во время азиатского похода.
Среди множества проблем при реконструкции событий периода войн диадохов существует сложность их датировки. Один из главных источников по истории войн диадохов Диодор Сицилийский использовал три античные хронологические системы — от года основания Рима, по афинским архонтам и античным Олимпийским играм. При описании событий, которые последовали за смертью Александра Македонского 11 июня 323 года до н. э., ни он, ни другие авторы не привели точной их датировки. В современной историографии присутствуют три подхода к определению даты того или иного события войн диадохов, которые получили название «высокой» и «низкой» хронологии. Также Э. Ансон выделяет гибридный подход в датировке, который использует элементы «высокой» и «низкой» хронологий. По утверждению Э. Ансона, после исследования Т. Бойи «Between High and Low: A Chronology of the Early Hellenistic Period» в историографии отдают предпочтение «низкой» хронологии.
И. Г. Дройзен датировал битву при Газе весной 312 года до н. э., А. С. Шофман — зимой 313/312 года до н. э. Современные авторы, которые придерживаются «низкой хронологии» датируют битву при Газе зимой 312/311 года до н. э.

## Силы и диспозиция сторон

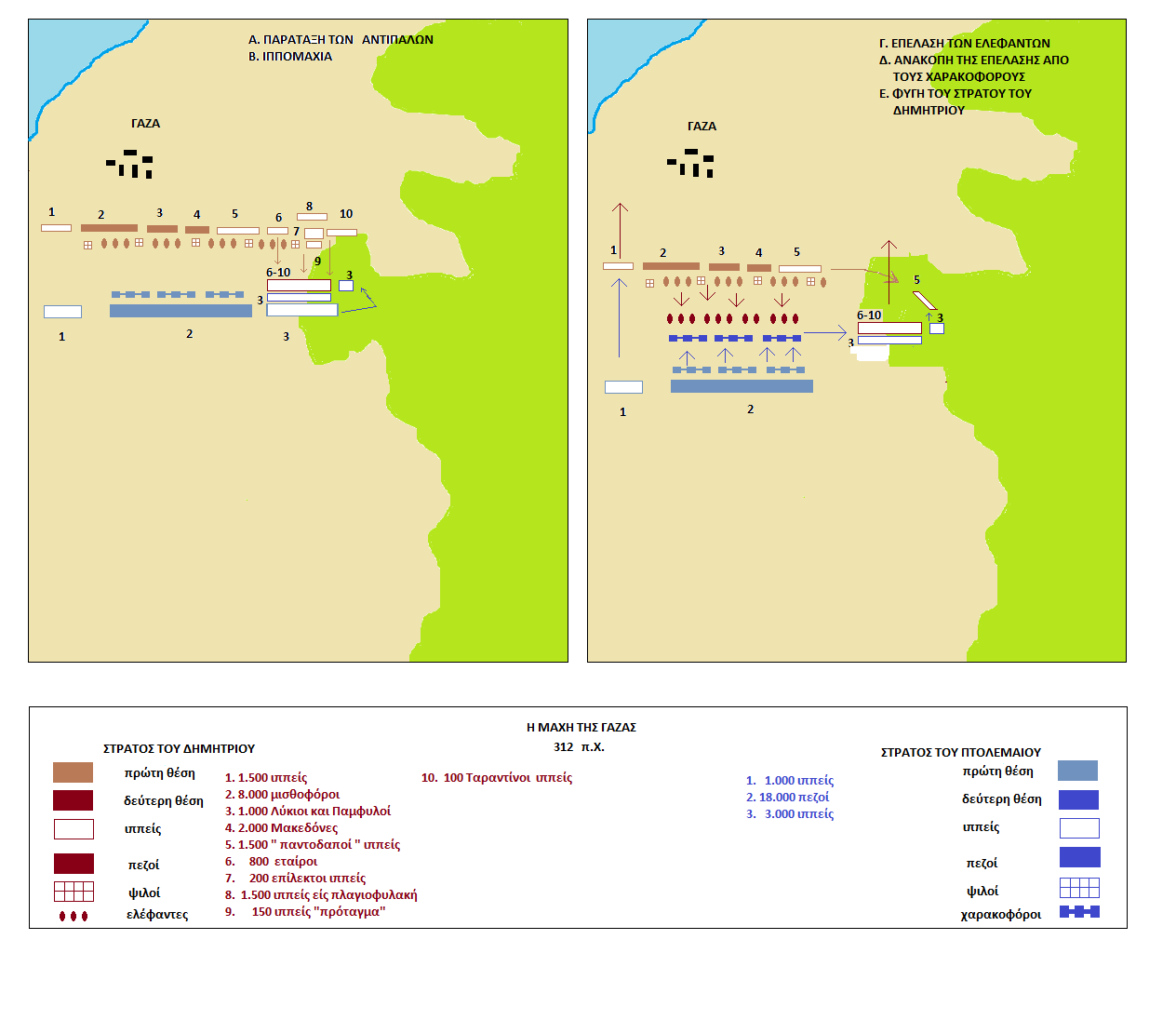
Схема расположения войск во время битвы при Газе

Согласно Диодору Сицилийскому, Антигон оставил Деметрию войско из десяти тысяч наёмников, двух тысяч македонян, пятисот ликийцев и памфилийцев, четырёхсот персидских лучников и пращников, 4400 или 5000 всадников и 43 боевых слонов. Птолемей имел преимущество в пехоте (18 тысяч и неизвестное количество вспомогательных войск из числа египтян), меньше конницы (4 тысячи) при отсутствии, либо незначительном количестве, боевых слонов.
Битва развернулась на приморской равнине, так что правый фланг армии Деметрия выходил к морю. По составленному Деметрием плану решающей должна была стать атака конницы на левом фланге, после которой фаланга Птолемея была бы прижата к воде. Поэтому он сосредоточил здесь свои основные силы — около 3 тысяч всадников, в том числе две сотни своих «друзей», среди которых был и Пифон, а также 800 гетайров. Здесь же находились 30 слонов и 1,5 тысячи легковооруженных пехотинцев. В центре были расположены 11 000 тяжелых пехотинцев и 13 слонов, а у моря — 1,5 тысячи всадников, которым приказали только прикрывать свои отряды. Правое крыло состояло из 1500 всадников под командованием Андроника. По плану Деметрия, это крыло было вспомогательным. Андроник получил приказ избегать участия в сражении и отвести свои силы назад за линию пехоты.
Тем временем Птолемей и Селевк выстроили своё войско в порядке, где основные силы находились на левом «прибрежном» крыле. Они были уверены, что сражение будет развиваться по «классической» схеме, однако вовремя оценив план противника, который повторял действия Эпаминонда в битве при Левктрах, а также Антигона в битвах в Паретакене и Габиене, быстро переменили диспозицию своих сил. Наиболее боеспособные части войска они переместили на правый фланг. Историки отмечают, что Деметрий, по неизвестным причинам, не воспользовался моментом, когда в войске противника происходила ротация, и оно было ослаблено.

## Битва
Согласно Диодору Сицилийскому, перед сражением Деметрий обратился с речью к своим воинам. Ветераны многочисленных походов с интересом слушали молодого наследника Антигона. После пафосной речи, обещаний особых почестей и наград особо отличившимся в бою воинам Деметрий приказал начать сражение.
А. Дивайн выделил три фазы битвы при Газе. Сражение началось на главном фланге между всадниками Деметрия и Птолемея. Первая схватка конницы шла на равных, без явного преимущества у какой-либо из сторон («лучшие всадники состязались друг с другом в доблести, поскольку их полководцы сражались бок о бок с ними»). На этом фоне Деметрий послал в бой слонов (вторая фаза битвы согласно А. Дивайну). Он предполагал, что этой силе противник ничего не сможет противопоставить. Однако, животные попали на «минное поле». После того как погонщики погибли от обстрелов лучников и пращников, слоны были захвачены воинами Птолемея. При виде этой неудачи конница Деметрия обратилась в бегство (третья фаза битвы согласно А. Дивайну).
В историографии существует несколько версий относительно характера «минного поля», которое остановило движение слонов Деметрия. Согласно И. Г. Дройзену, оно представляло собой связанные между собой балки с железными наконечниками; П. Коннолли — некое подобие «ежей»; Р. Биллоузу — соединённые цепями колья или гвозди; Г. Бенгтсону — столбы, между которыми были натянуты цепи. Х. Скаллард отмечал, что конструкции следовало разместить быстро, соответственно, они вряд ли представляли собой какие-либо сложные приспособления. По его мнению, это могли быть связанные между собой большие железные костыли, либо утыканные гвоздями доски. Вне зависимости от того, что собой представляли конструкции «минного поля», они выполнили свою задачу и остановили атаку боевых слонов.
Согласно Диодору Сицилийскому, потери в войске Деметрия составили 500 убитых, среди которых были Пифон и приближённый Антигона Беот. В плен попало около 8 тысяч, которых Птолемей расселил по номам Египта. Плутарх писал о восьми тысячах пленных и пяти тысячах погибших в войске Деметрия.

## После битвы
При отступлении один из отрядов конницы Деметрия направился в Газу, чтобы спасти обоз, в то время как основная часть войска последовала далее на север, так как удержать город не было возможности. Отряды Птолемея ворвались в Газу, так как городские ворота не успели вовремя закрыть. Таким образом в один день Птолемей не только одержал победу, но и захватил Газу с находящимся в ней обозом Деметрия.
Сам Деметрий бежал в Азот, откуда отправил послов с просьбой о перемирии и разрешении похоронить погибших. Птолемей без выкупа освободил обоз и прислугу Деметрия. Также он поздравил молодого военачальника с той храбростью, которую тот показал во время сражения. На это Деметрий ответил, что надеется недолго оставаться в долгу и просит богов дать ему возможность поскорее воздать равным за равное, после чего отступил на север. В Тире он оставил часть войска под командованием фрурарха Андроника.

## Оценки. Последствия битвы
Плутарх писал, что Антигон спокойно перенёс неудачу при Газе. Согласно античному историку, «он заметил, что Птолемей одержал победу над безбородыми подростками, но теперь ему снова предстоит иметь дело с мужами». Современные историки дают различные оценки битвы при Газе. Л. Уэда-Сарсон посчитал неудачу атаки боевых слонов свидетельством слабости этого рода войск во время войн диадохов. Я. Зайберт сравнил действия военачальников. По его мнению, Птолемей и Селевк имели опыт боевых действий против слонов, полученный ещё в битве Александра Македонского при Гидаспе 326 года до н. э., в то время как у Деметрия он отсутствовал, что и стало причиной его неудачных решений. А. Дивайн назвал Птолемея достойным учеником Александра Македонского, так как он сумел вовремя сориентироваться и перегруппировать своё войско, а с помощью «минного поля» устранил главное преимущество противника. Также историк подчёркивал, что победа Птолемея стала следствием его опытности в военном деле, но никак не таланта. Правитель Египта оценил ситуацию и предпринял соответствующие действия исходя из известного на тот момент уровня развития военного искусства, но никак не использовал какие-либо новые, неизвестные ранее, тактические приёмы. Деметрий, напротив, не только возложил чрезмерно большие надежды на боевых слонов, но и ослабил своё правое крыло, результатом чего и стало его полное поражение в решающем сражении. А. С. Шофман считал, что вина за поражение лежит исключительно на Деметрии, который хоть и пытался подражать Александру, не имел его таланта вовремя принимать верные решения. Одновременно, Птолемей, за которым закрепилась слава талантливого военачальника, в действительности выиграл лично лишь одно сражение при Газе. И то, его успех был обусловлен грубыми ошибками Деметрия.
Непосредственно после сражения Птолемей подчинил финикийские города. Битва при Газе имела важные стратегические последствия для дальнейшего хода войн диадохов. Во-первых, она перечеркнула планы Антигона о восстановлении единой власти в Македонской империи Александра. После победы Птолемей планировал дальнейший захват Сирии и Финикии. Во-вторых, она открыла врагам Антигона путь вглубь его азиатских владений. Селевк, воспользовавшись моментом, решил вернуть себе власть в Вавилоне. Птолемей выделил военачальнику тысячу воинов и 200 всадников, с которыми Селевк и отправился в Вавилонию. Деметрий, занятый подготовкой обороны от дальнейшего наступления Птолемея, не мог помешать этому походу. Впоследствии Селевк смог не только вернуть себе власть в регионе, но и нанёс Антигону сокрушительное поражение при Ипсе в 301 году до н. э. и создал государство Селевкидов.

### Исследования
- Абакумов А. А. Боевые слоны в истории эллинистического мира (последняя треть IV — II вв. до н. э.). — М.: ООО Издательство «Книга», 2012. — 116 с. — ISBN 978-5-91899-078-0.
- Дройзен И. Г. История эллинизма. — Ростов н/Д.: Феникс, 1995. — Т. 2. — 544 с. — ISBN 5-85880-079-3.
- Смирнов С. В. Государство Селевка I (политика, экономика, общество). — М.: Русский фонд содействия образованию и науке, 2013. — 344 с. — ISBN 978-5-91244-099-1.
- Шофман А. С. Распад империи Александра Македонского / Печатается по постановлению редакционно-издательского совета Казанского университета. Отв. редактор В. Д. Жигунин. — Казань: Издательство Казанского университета, 1984.
- Anson Edward M. The Chronology of the Third Diadoch War (англ.) // Phoenix. — Classical Assosiation of Canada, 2006. — Vol. 60, no. 3/4. — P. 226—235. — JSTOR 20304611.
- Anson Edward M. Eumenes of Cardia : A Greek among Macedonians (англ.). — Second ed. — Leiden; Boston: Brill, 2015. — XVII, 285 p. — (Mnemosyne Supplements, History and Archaeology of Classical Antiquity, vol. 383). — ISBN 978-90-04-29717-3.
- Billows R. Antigonos the One-eyed and the Creation of the Hellenistic State (англ.). — Berkeley; Los Angeles; London: University of California Press, 1997. — ISBN 0-520-06378-3.
- Devine A. M. Diodorus' Account of the Battle of Gaza (англ.) // Acta Classica. — Classical Association of South Africa, 1984. — Vol. 27. — P. 31—40. — JSTOR 24591719.
- Meeus A. Diodorus and the Chronology of the Third Diadoch War (англ.) // Phoenix. — Classical Assosiation of Canada, 2012. — Vol. 66, no. 1/2. — P. 74—96. — doi:10.7834/phoenix.66.1-2.0074.
- Romm J. Demetrius Sacker of Cities (англ.). — New Haven & London: Yale University Press, 2022. — ISBN 978-0-300-25907-0.
- Wheatley P. The Chronology of the Third Diadoch War, 315—311 B. C. (англ.) // Phoenix. — Classical Assosiation of Canada, 1998. — Vol. 52, no. 3/4. — P. 257—281. — JSTOR 1088670.